# The Floor, à la conquête du sol
The Floor, à la conquête du sol est un jeu télévisé de culture générale, adapté du programme néerlandais The Floor et diffusé sur France 2 depuis le 30 décembre 2023. Produite par Satisfaction, l'émission est présentée par Cyril Féraud.
Diffusé en première partie de soirée, le programme est suivi par près de 3 millions de téléspectateurs chaque semaine.

## Historique et développement
En janvier 2023, France 2 annonce avoir acquis les droits d'adaptation du jeu The Floor, créé par John de Mol. En France, l'émission est produite par Satisfaction, menée par Arthur. Le programme est annoncé lors d'une conférence de presse le 8 décembre 2023, il se base sur sa version originale, avec toutefois une différence majeure : le programme dure deux heures contre quarante-cinq minutes, pour être diffusé en première partie de soirée.
L'émission est enregistrée aux Studios du Lendit à la Plaine Saint-Denis, et les premiers numéros sont tournés en septembre 2023 pour une première diffusion le 30 décembre 2023.
La seconde saison est enregistrée du 23 au 25 octobre 2024.

## Déroulement et règles

### Généralités
The Floor est un jeu de culture générale, d'identification et de stratégie. Il s'articule autour de duels en face-à-face où le perdant est immédiatement éliminé. Au départ, il y a cent candidats, sélectionnés par un casting. Ils sont disposés sur un « sol » d'une taille de 25 mètres par 20 et composé d'écrans, formant cent cases. Chaque candidat se voit attribuer une case du sol (de 10 cases par 10 cases), ainsi qu'une thématique qu'il pense bien connaître et qui est différente pour chaque participant . Le jeu commence par une sélection aléatoire du premier candidat, il doit alors choisir un adversaire qui est adjacent à son territoire afin de le défier sur sa thématique pour tenter de remporter son espace sur le sol.

### Mécanique de duel
Les duels font appel à la reconnaissance des joueurs. Dans chaque duel, les deux candidats doivent soit identifier un élément à l'écran, auquel correspond une série d'indices ou dont l'image est directement affichée, soit reconnaître une musique (depuis la saison 2). Chaque candidat possède 45 secondes à son actif, et chaque bonne réponse arrête son chronomètre et fait passer la main à l'autre. Une mauvaise réponse n'a aucun impact et le candidat peut donner autant de réponses qu'il le souhaite jusqu'à trouver la bonne. S'il ne parvient pas à trouver la réponse attendue, il peut alors passer, avec une pénalité de trois secondes.
Lorsque le chronomètre d'un candidat est écoulé, il est éliminé du jeu et le vainqueur du face-à-face remporte le territoire de son adversaire. Un candidat ayant remporté un duel sur son propre thème hérite de celui de son adversaire. À ce moment, le candidat encore en jeu peut choisir de tenter un autre duel pour étendre davantage son territoire, ou bien de retourner sur le sol et de laisser la main à un autre candidat choisi aléatoirement.
Si un candidat gagne trois défis consécutifs, son territoire devient alors doré et il gagne un bonus de cinq secondes qu'il pourra utiliser lors d'un futur duel de son choix. Ce bonus est une spécificité de la version française,.

### Gains
Le gain attribué au dernier candidat restant sur le sol, vainqueur du dernier duel, est de 100 000 €. Cependant, il est également possible pour un candidat de remporter 5 000 € par émission, même s'il est éliminé par la suite :
- Dans la saison 1, celui qui possède le plus grand territoire à l'issue de l'émission gagne les 5 000 €. Dans le cas d'une égalité, l'argent est alors partagé entre les gagnants.
- Depuis la saison 2, un ultime duel non éliminatoire oppose les deux candidats possédant les deux plus grands territoires. Ils s'affrontent sur une thématique imposée[15]. Durant ce duel, le bonus de temps ne peut être utilisé.

## Audiences et diffusions
| Saison | Émission | Date de diffusion | Nombre de téléspectateurs | Part de marché |
| ------ | -------- | ----------------- | ------------------------- | -------------- |
| 1      | 1        | 30 décembre 2023  | 3 261 000                 | 16,9 %         |
| 1      | 2        | 6 janvier 2024    | 3 102 000                 | 16,1 %         |
| 1      | 3        | 13 janvier 2024   | 2 891 000                 | 15,4 %         |
| 1      | 4        | 20 janvier 2024   | 2 992 000                 | 16,9 %         |
| 2      | 1        | 28 décembre 2024  | 2 861 000                 | 16 %           |
| 2      | 2        | 4 janvier 2025    | 2 756 000                 | 15,2 %         |
| 2      | 3        | 11 janvier 2025   | 2 878 000                 | 17,0 %         |
| 2      | 4        | 18 janvier 2025   | 3 182 000                 | 18,1 %         |
| 2      | 5        | 25 janvier 2025   | 3 233 000                 | 18,2 %         |